# Trofeo NHK 2017
El Trofeo NHK 2017 fue la cuarta competición del Grand Prix de patinaje artístico sobre hielo de la temporada 2017-2018. Tuvo lugar en Osaka, Japón, entre el 10 y el 12 de noviembre de 2017. Organizada por la federación de patinaje sobre hielo de Japón, la competición sirvió de clasificatorio para la final del Grand Prix.
Los campeones de patinaje en pareja, los chinos Sui Wenjing y Han Cong consiguieron la puntuación más alta en un programa libre hasta la fecha.

## Resultados

### Patinaje individual masculino
| Clasificación | Nombre           | País            | Total  | Programa corto | Programa corto | Programa libre | Programa libre |
| ------------- | ---------------- | --------------- | ------ | -------------- | -------------- | -------------- | -------------- |
| 1             | Serguéi Voronov  | Rusia           | 271,12 | 1              | 90,06          | 1              | 181,06         |
| 2             | Adam Rippon      | Estados Unidos  | 261,99 | 4              | 84,95          | 2              | 177,04         |
| 3             | Alexei Bychenko  | Israel          | 252,07 | 2              | 85,52          | 3              | 166,55         |
| 4             | Jason Brown      | Estados Unidos  | 245,95 | 3              | 85,36          | 4              | 160,59         |
| 5             | Keegan Messing   | Canadá          | 235,80 | 5              | 80,13          | 6              | 155,67         |
| 6             | Deniss Vasiļjevs | Letonia         | 234,80 | 8              | 76,51          | 5              | 158,29         |
| 7             | Kazuki Tomono    | Japón           | 231,93 | 6              | 79,88          | 7              | 152,05         |
| 8             | Dmitri Aliev     | Rusia           | 223,45 | 7              | 77,51          | 9              | 145,94         |
| 9             | Michal Březina   | República Checa | 220,45 | 9              | 76,24          | 10             | 144,21         |
| 10            | Nam Nguyen       | Canadá          | 214,51 | 11             | 65,82          | 8              | 148,69         |
| 11            | Hiroaki Sato     | Japón           | 199,20 | 10             | 75,95          | 11             | 123,25         |
| Abandono      | Yuzuru Hanyu     | Japón           |        |                |                |                |                |

### Patinaje individual femenino
| Clasificación | Nombre               | País           | Total  | Programa corto | Programa corto | Programa libre | Programa libre |
| ------------- | -------------------- | -------------- | ------ | -------------- | -------------- | -------------- | -------------- |
| 1             | Yevguéniya Medvédeva | Rusia          | 224,39 | 1              | 79,99          | 1              | 144,40         |
| 2             | Carolina Kostner     | Italia         | 212,24 | 2              | 74,57          | 3              | 137,67         |
| 3             | Polina Tsurskaya     | Rusia          | 210,19 | 3              | 70,04          | 2              | 140,15         |
| 4             | Mirai Nagasu         | Estados Unidos | 194,46 | 5              | 65,17          | 4              | 129,29         |
| 5             | Satoko Miyahara      | Japón          | 191,80 | 6              | 65,05          | 6              | 126,75         |
| 6             | Aliona Leonova       | Rusia          | 190,95 | 7              | 63,61          | 5              | 127,34         |
| 7             | Rika Hongo           | Japón          | 187,83 | 4              | 65,83          | 7              | 122,00         |
| 8             | Yuna Shiraiwa        | Japón          | 171,94 | 8              | 57,34          | 8              | 114,60         |
| 9             | Mariah Bell          | Estados Unidos | 166,04 | 9              | 57,25          | 10             | 108,79         |
| 10            | Nicole Rajičová      | Eslovaquia     | 159,78 | 10             | 53,36          | 11             | 106,42         |
| 11            | Alaine Chartrand     | Canadá         | 159,36 | 12             | 49,60          | 9              | 109,76         |
| 12            | Park So-youn         | Corea del Sur  | 135,79 | 11             | 51,54          | 12             | 84,25          |

### Patinaje en pareja
| Clasificación | Nombre                                | País           | Total  | Programa corto | Programa corto | Programa libre | Programa libre |
| ------------- | ------------------------------------- | -------------- | ------ | -------------- | -------------- | -------------- | -------------- |
| 1             | Sui Wenjing / Han Cong                | China          | 234,53 | 1              | 79,43          | 1              | 155,10         |
| 2             | Ksenia Stolbova / Fiódor Klimov       | Rusia          | 222,74 | 2              | 75,05          | 2              | 147,69         |
| 3             | Kristina Astajova / Alekséi Rogonov   | Rusia          | 203,64 | 3              | 70,47          | 3              | 133,17         |
| 4             | Julianne Séguin / Charlie Bilodeau    | Canadá         | 194,37 | 5              | 63,98          | 4              | 130,39         |
| 5             | Alexa Scimeca Knierim / Chris Knierim | Estados Unidos | 192,51 | 4              | 65,86          | 5              | 126,65         |
| 6             | Miriam Ziegler / Severin Kiefer       | Austria        | 171,13 | 6              | 62,61          | 6              | 108,52         |
| 7             | Sumire Suto / Francis Boudreau-Audet  | Japón          | 156,52 | 7              | 51,69          | 7              | 104,83         |
| 8             | Miu Suzaki / Ryuichi Kihara           | Japón          | 139,98 | 8              | 44,83          | 8              | 95,15          |

### Danza sobre hielo
| Clasificación | Nombre                                       | País           | Total  | Danza corta | Danza corta | Danza libre | Danza libre |
| ------------- | -------------------------------------------- | -------------- | ------ | ----------- | ----------- | ----------- | ----------- |
| 1             | Tessa Virtue / Scott Moir                    | Canadá         | 198,64 | 1           | 80,92       | 1           | 117,72      |
| 2             | Madison Hubbell / Zachary Donohue            | Estados Unidos | 188,35 | 2           | 76,31       | 2           | 112,04      |
| 3             | Anna Cappellini / Luca Lanotte               | Italia         | 186,56 | 3           | 75,87       | 3           | 110,69      |
| 4             | Victoria Sinitsina / Nikita Katsalapov       | Rusia          | 177,15 | 4           | 72,49       | 4           | 104,66      |
| 5             | Laurence Fournier Beaudry / Nikolaj Sørensen | Dinamarca      | 164,40 | 6           | 65,34       | 5           | 99,06       |
| 6             | Oleksandra Nazarova / Maksym Nikitin         | Ucrania        | 160,88 | 7           | 63,33       | 6           | 97,55       |
| 7             | Penny Coomes / Nicholas Buckland             | Reino Unido    | 158,15 | 5           | 65,64       | 9           | 92,51       |
| 8             | Marie-Jade Lauriault / Romain Le Gac         | Francia        | 157,62 | 8           | 62,79       | 7           | 94,83       |
| 9             | Kana Muramoto / Chris Reed                   | Japón          | 156,41 | 9           | 61,82       | 8           | 94,59       |
| 10            | Misato Komatsubara / Timothy Koleto          | Japón          | 132,41 | 10          | 53,83       | 10          | 78,58       |